# Głos Wielkopolski

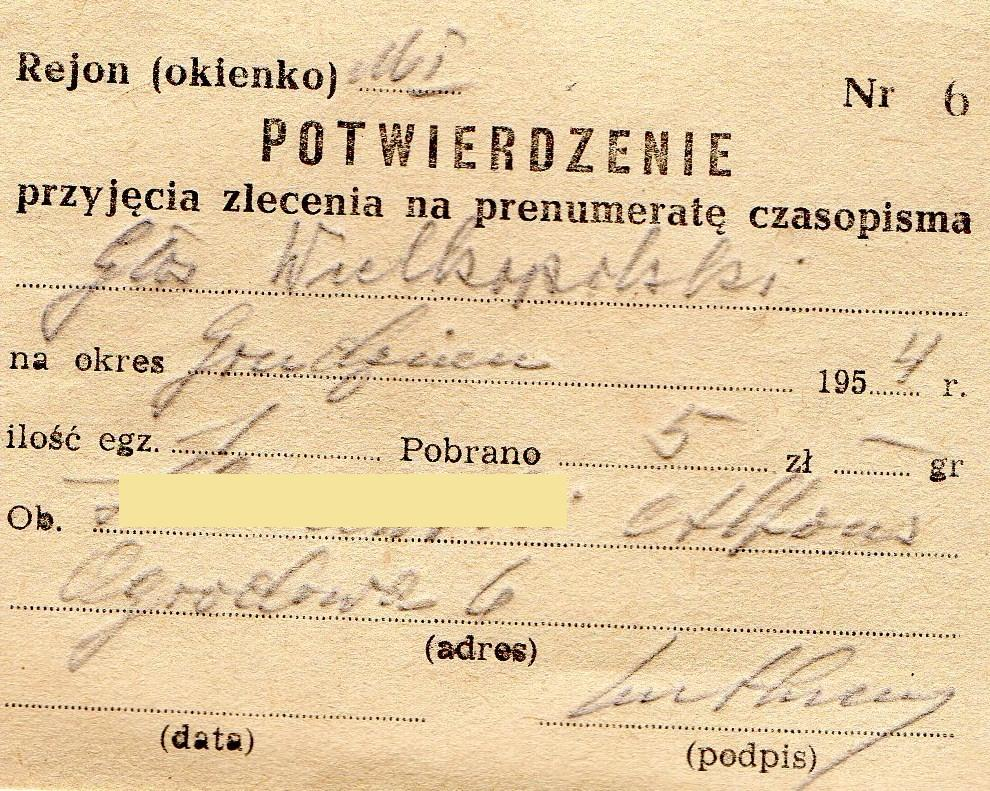
Potwierdzenie prenumeraty z 1954

Głos Wielkopolski – dziennik społeczno-polityczny wydawany od 16 lutego 1945 w Poznaniu, najstarszy dziennik ukazujący się w województwie wielkopolskim.

## Historia
Jest pierwszym tytułem polskiej gazety, który ukazał się pod koniec II wojny światowej w Poznaniu, faktycznie w czasie trwania bitwy o miasto (pierwszy numer miał nakład 3000 lub 6200 egzemplarzy). Tytuł gazety wymyślił Józef Szulczyński, przedwojenny dziennikarz prasy kupieckiej. Druk był możliwy dzięki Mieczysławowi Francuszkiewiczowi, który przechował przez lata okupacji nieosiągalne w 1945 roku polskie czcionki. Początkowo drukowany był w ocalałej od zniszczeń wojennych Drukarni św. Wojciecha przy ul. Wawrzyniaka na Jeżycach, gdzie z braku prądu maszyny płaskie były ręcznie napędzane przez zapędzonych do tego zadania volksdeutschów. Tempo druku oscylowało wokół 600 egzemplarzy na godzinę. Cena pierwszego numeru wynosiła 20 groszy. Już 4 czerwca 1945 w redakcji odwiedziny złożył minister informacji i propagandy Stefan Matuszewski.
Pierwsze kolegia redakcyjne odbywały się przy ul. Chełmońskiego 22 (Wojewódzki Urząd Informacji i Propagandy). Pierwszym redaktorem naczelnym był por. Józef Pawłowski, a współpracowali z nim Jan Brzeski, Czesław Brzóska, Eugeniusz Cofta, Jan Gajewski, Jarogniew Kaniasty, Józef Szulczyński i Wiktor Wojciechowski. W 1947 postanowiono odbudować kamienicę przy ul. Grunwaldzkiej róg Marcelińskiej, wykupioną za 8,5 miliona zł. Powstał tu dom prasowy otwarty 1 maja 1950, również dla „Gazety Poznańskiej”. Do końca lat 40. XX wieku „Głos” był liderem na wielkopolskim rynku prasy informacyjnej (średni nakład – 102 tys. egzemplarzy).
W 1999 r. redakcja została wyróżniona statuetką „Dobosz Powstania Wielkopolskiego”, przyznawaną przez Zarząd Główny Towarzystwa Pamięci Powstania Wielkopolskiego 1918/1919.
Od 2003 r. tytuł należał do Oficyny Wydawniczej Wielkopolski. Średnia sprzedaż w tygodniu (ponad 200 tys. egzemplarzy w samym tylko Poznaniu) postawiła „Głos” w czołówce polskich dzienników regionalnych. Gazeta miała opinię konserwatywnej. 4 grudnia 2006 Głos Wielkopolski połączył się z „Gazetą Poznańską”.
Obecnie „Głos Wielkopolski” wydawany jest przez poznański oddział grupy Polska Press.

## Dodatki i inicjatywy
Wśród stałych dodatków znajdują się „Pasaż Poznański”, Telemagazyn, „Moto Gratka”, „Gratka Nieruchomości” oraz poniedziałkowy dodatek sportowy.
Głos Wielkopolski był inicjatorem następujących unikatowych inicjatyw:
- Nagroda Pracy Organicznej i Medal Młodej Sztuki,
- serie filmowe, m.in. poświęcone kinu czeskiemu i dokumentalistyce,
- „Srebrna Piłka Głosu” – nagroda dla najlepszego piłkarza Wielkopolski,
- plebiscyty: Człowiek Roku, Kobieta Przedsiębiorcza, Narzeczona Para, Rolnik Roku, Strażak Roku, Piłkarz i Sportowiec Amator, Jak oni rządzili i inne,
- „Ranking 100” dotyczący największych przedsiębiorstw Wielkopolski,
- cykl wydawniczy map topograficznych Wielkopolski (pierwsze w Polsce mapy dołączone do gazety),
- pierwszy w Polsce opłatek wigilijny dołączony do gazety,
- pierwszy w Polsce barwny telemagazyn dołączony do gazety[6].

## Goście
Głos Wielkopolski zapraszał na rozmowy do redakcji (m.in. podczas tzw. „Obiadów”) lub dla uświetnienia uroczystości m.in. następujące osoby: Yehudi Menuhin, Günter Grass, Bułat Okudżawa, Mikis Theodorakis, Krzysztof Penderecki, Andrzej Wajda, Gilbert Bécaud, Chick Corea czy Nigel Kennedy.

## Redaktorzy naczelni
Kolejni redaktorzy naczelni gazety:
- Józef Pawłowski,
- Mieczysław Halski,
- Jan Brzeski,
- Eugeniusz Żytomirski,
- Jan Zgierski,
- Józef Kołodziejczyk,
- Wincenty Kraśko,
- Wojciech Knittel,
- Eugeniusz Kitzmann (p.o.),
- Józef Konecki,
- Leonard Wąchalski,
- Lesław Tokarski,
- Wiesław Porzycki,
- Marek Przybylski,
- Helena Czechowska,
- Jarosław Piotrowski,
- Adam Pawłowski[6],
- Wojciech Wybranowski,
- Anna Raczyńska,
- Leszek Waligóra (od 2024[8][9]).